# Senorina de Basto
Santa Senorina de Basto (Vieira do Minho, Portugal, ca. 924-Basto, Portugal, 982) fue una abadesa benedictina portuguesa. Es venerada como santa por la Iglesia católica.

## Biografía
Hija de Adulfo, conde de Basto, y Teresa, prima del San Rosendo de Mondoñedo. Senhorinha no era su nombre de pila, sino el apelativo afectuoso con que le nombraba su padre. Su madre murió poco después de haberla tenido. Su padre la consagró a Dios y pocos años después la dejó a una mujer de prestigio moral, Godina, supuestamente su tía, que la educó. A los quince años, Senorina manifestó su deseo de ser religiosa y rechazó el matrimonio con un noble. Su padre fundó un monasterio, el benedictino de São João de Vieira (Venaria), donde ingresaron la hija junto con otras mujeres, siendo abadesa Godina. Con 36 años, Senorina se convirtió en abadesa y trasladó el monasterio de Vieira a Basto, cerca de Braga (Portugal). Murió en el monasterio, donde fue sepultada. Hoy es venerada en la antigua iglesia de la abadía, hoy de Santa Senhorinha.

## Veneración
Su festividad litúrgica es el 22 de abril. Es especialmente venerada en el norte de Portugal. Entre los milagros atribuidos a ella que se explican, hay la curación del futuro rey Alfonso III de Portugal, que su padre Sancho I llevó a la tumba para que lo curara. 
También se decía que Senorina hacía callar a las ranas que molestaban los rezos de los monjes, que hizo aparecer grandes cantidades de harina al monasterio en tiempo de escasez y falta de recursos, y que hizo brotar vino de una fuente, aún existente al lado del monasterio.